# Губна реформа
Губна реформа (1530-ті-1550-ті роки) — реформа в Московії в частині місцевого управління, створена в XVI столітті (під час правління матері Івана IV Олени Глинської).
Дворяни повинні були обирати в кожному повіті, де було введено губне управління, із свого середовища губних старост. Їм доручили боротьбу з найбільш небезпечними для держави злочинами — «розбоями».
У відповідності до положеннь губної реформи справи «лихих людей» вилучалися з відання намісників і волостелів і передавалися у відання губних старост (яких обирало провінційне дворянство), а в чорних землях — земських старост, які обиралися чорносошним селянством. Діяльність губних і земських старост контролювалася Розбійним приказом.